# Elephastomus terraereginae
Elephastomus terraereginae is een keversoort uit de familie cognackevers (Bolboceratidae). De wetenschappelijke naam van de soort werd in 1899 gepubliceerd door Thomas Blackburn.